# Palais du gouverneur (Thessalonique)
Pour les articles homonymes, voir Palais du gouverneur.
Le palais du gouverneur (grec : Διοικητήριο), également connu sous le nom de Konak (turc : Konak ; grec : Κονάκι), est un bâtiment de l'époque ottomane situé dans le centre de Thessalonique, en Grèce. Construit en 1891 comme résidence (konak) du gouverneur général du vilayet de Salonique et siège des autorités ottomanes, il abrite aujourd'hui le ministère de la Macédoine et de la Thrace (en).

## Histoire

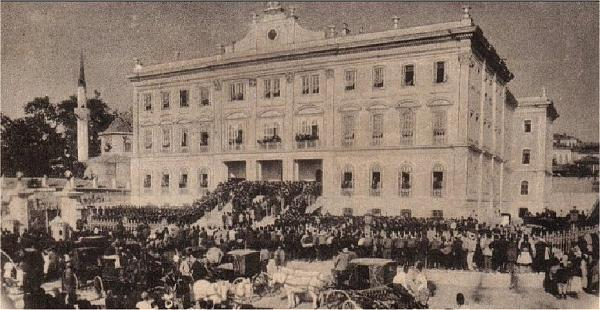
Inauguration du palais en 1892.

Le palais est construit en 1891 par l'architecte italien Vitaliano Poselli (en). Ce dernier choisit l'éclectisme comme style principal pour le bâtiment, qui combine des éléments de différents styles architecturaux tels que le néo-classicisme. Il est construit sur les ruines du palais impérial de l'empereur byzantin de Thessalonique, dont des vestiges ont été retrouvés à proximité du bâtiment. Lorsqu'il est achevé à la fin des années 1890, il ne compte que trois étages. Le quatrième étage, de style néo-classique, est ajouté en 1955.
En 1907, le palais abrite l'école de droit ottomane et, en 1911, le sultan Mehmed V Reşad y séjourne lors de sa visite de la ville. Pendant la première guerre balkanique, c'est dans ce bâtiment que sont signés les documents de la reddition des Ottomans, faisant de Thessalonique une partie du royaume de Grèce. Le bâtiment abrite le gouvernorat général de Macédoine de 1912 à 1929. Il ne subit aucun dommage lors de l'incendie de Thessalonique en 1917, qui détruit une grande partie du centre historique.

## Protection
C'est un monument classé en tant que « palais du gouverneur de Thessalonique » (grec : Διοικητήριο Θεσσαλονίκης).